# Liste der Gemeinden in der Stadtregion Knittelfeld
Die Stadtregion Knittelfeld ist eine österreichische Agglomeration in der Steiermark. Die Region besteht aus der Kernzone (Code: SR141) sowie der Außenzone (Code: SR142).

## Geschichte der Klassifikation
Die Abgrenzung der Stadtregionen (Urbanen Zentren) wurde von der Statistik Austria für 1971 bis 2001 alle 10 Jahre vorgenommen. Für den Stichtag 31. Oktober 2013 wurde erstmals nach der von der Statistik Austria für statistische Zwecke entwickelten Urban-Rural-Typologie abgegrenzt, welche die Abgrenzung der Stadtregionen integriert. Die gesamte Information dazu ist auf den Internetseiten der Statistik Austria zu finden.

## Liste der Gemeinden laut Abgrenzung von 2001
Die Tabelle berücksichtigt die Gemeindestrukturreform in der Steiermark, jedoch sind
- die ehemaligen Gemeinden Oberweg, Rachau und Reifling nun in ihren jeweiligen neuen Gemeinden und damit in der Kernzone enthalten (vor 2015 Außenzone);
- die ehemaligen Gemeinden Flatschach, Reisstraße und Sankt Lorenzen bei Knittelfeld in ihren jeweiligen neuen Gemeinden enthalten, obwohl sie vor 2015 nicht Teil der Stadtregion waren.
- Datenstand:
  - Gemeinden und Gemeindenamen: 2017
  - Einwohner: 1. Jänner 2024
  - Fläche: 1. Jänner 2024
  - Bevölkerungsdichte: 1. Jänner 2024
  - Gerichtsbezirke: 2017
- Regionen sind Kleinregionen der Steiermark

### Kernzone Knittelfeld
| Gemeinde                          | Lage | Ew     | km²    | Ew / km² | Gerichtsbezirk | Region | Typ             | Metadaten         |
| --------------------------------- | ---- | ------ | ------ | -------- | -------------- | ------ | --------------- | ----------------- |
| Knittelfeld                       |      | 12.719 | 13,80  | 922      | Judenburg      | –      | Stadt- gemeinde | Gem.Kennz.: 62041 |
| Fohnsdorf                         |      | 7.585  | 54,71  | 139      | Judenburg      | –      | Gemeinde        | Gem.Kennz.: 62007 |
| Judenburg                         |      | 9.691  | 63,70  | 152      | Judenburg      | –      | Stadt- gemeinde | Gem.Kennz.: 62040 |
| Kobenz                            |      | 2.082  | 17,65  | 118      | Judenburg      | –      | Markt- gemeinde | Gem.Kennz.: 62014 |
| Lobmingtal                        |      | 1.818  | 54,54  | 33       | Judenburg      | –      | Gemeinde        | Gem.Kennz.: 62039 |
| Sankt Margarethen bei Knittelfeld |      | 2.625  | 148,20 | 18       | Judenburg      | –      | Gemeinde        | Gem.Kennz.: 62046 |
| Spielberg                         |      | 5.349  | 29,69  | 180      | Judenburg      | –      | Stadt- gemeinde | Gem.Kennz.: 62047 |
| Zeltweg                           |      | 7.076  | 8,68   | 816      | Judenburg      | –      | Stadt- gemeinde | Gem.Kennz.: 62038 |

### Außenzone Knittelfeld
| Gemeinde                   | Lage | Ew    | km²    | Ew / km² | Gerichtsbezirk | Region          | Typ             | Metadaten         |
| -------------------------- | ---- | ----- | ------ | -------- | -------------- | --------------- | --------------- | ----------------- |
| Gaal                       |      | 1.321 | 197,31 | 6,7      | Judenburg      | –               | Gemeinde        | Gem.Kennz.: 62008 |
| Sankt Georgen ob Judenburg |      | 841   | 44,32  | 19       | Judenburg      | 035 3-G         | Gemeinde        | Gem.Kennz.: 62026 |
| Sankt Marein-Feistritz     |      | 2.026 | 70,61  | 29       | Judenburg      | –               | Gemeinde        | Gem.Kennz.: 62045 |
| Sankt Peter ob Judenburg   |      | 1.148 | 50,40  | 23       | Judenburg      | 035 3-G         | Gemeinde        | Gem.Kennz.: 62032 |
| Seckau                     |      | 1.322 | 46,27  | 29       | Judenburg      | –               | Markt- gemeinde | Gem.Kennz.: 62034 |
| Unzmarkt-Frauenburg        |      | 1.260 | 36,57  | 34       | Judenburg      | 035 3-G         | Markt- gemeinde | Gem.Kennz.: 62036 |
| Weißkirchen in Steiermark  |      | 4.801 | 149,68 | 32       | Judenburg      | 032 Weißkirchen | Markt- gemeinde | Gem.Kennz.: 62048 |